# Bundesstraße 46
Pour les articles homonymes, voir B46 et Route 46.
La Bundesstraße 46 (abrégé en B 46) était une Bundesstraße reliant Offenbach-sur-le-Main à Dreieich.

## Localités traversées
- Offenbach-sur-le-Main
- Neu-Isenburg
- Dreieich